# خلفيان (قشلاق أهر)
خلفیان (بالفارسية: خلفیان) هي منطقة سكنية تقع في إيران في قسم قشلاق الریفي. يقدر عدد سكانها بـ 360 نسمة .